# Murraya
Murraya es un género con 35 especies de plantas  perteneciente a la familia Rutaceae. 

## Especies seleccionadas
- Murraya alternans
- Murraya amoena
- Murraya banati
- Murraya brevifolia
- Murraya burmanni
- Murraya koenigii
- Murraya paniculata

## Sinonimia
- Chalcas L.